# Hypogastrura simsi
Hypogastrura simsi är en urinsektsart som beskrevs av Hart och Waltz 1995. Hypogastrura simsi ingår i släktet Hypogastrura och familjen Hypogastruridae. Inga underarter finns listade i Catalogue of Life.